# فيليتشي باسكالي باتشوكي

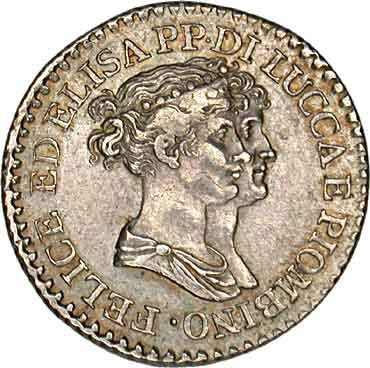
عملة تحمل صورة فيليتشي وإليزا

شعاره كأمير لوكا

فيليتشي باسكالي باتشوكي ليفوا (بالفرنسية: Felice Pasquale Bacciocchi Levoy) (8 مايو 1762 – 27 أبريل 1841) كان ضابطًا في الجيش الفرنسي من عائلة نبيلة فقيرة كورسيكية وتزوج من إليزا ماريا بونابرت في 1797. ولد في أجاكسيو.
بعد فتوحات صهره، أصبح باتشوكي أمير لوكا ولكن من دون السلطات المرافقة للقب أو القدرة على الحكم، والذي كان عمليًا بيد زوجته. انفصلا في 1815 وانتقل إلى روما ليعيش هناك حتى وفاته.

## العائلة
كان لفيليتشي وإليزا أربعة أبناء، اثنان عاشا حتى البلوغ:
- فيليتشي نابليون (1798–1799)
- إليزا نابليونا (1806–1869)
- جيروم شارل (1810–1811)
- فريدريكو نابليون (1813–1833)